# Cosmosatyrus statia
Cosmosatyrus statia är en fjärilsart som beskrevs av Gustav Weymer 1911. Cosmosatyrus statia ingår i släktet Cosmosatyrus och familjen praktfjärilar. Inga underarter finns listade i Catalogue of Life.